# Robert Blake (ammiraglio)
Robert Blake (Bridgwater, 1599 – in navigazione verso Portsmouth, 17 agosto 1657) è stato un ammiraglio inglese, tra i più famosi del XVII secolo, detto anche Padre della marina da guerra inglese.
Robert Blake fu uno dei tredici figli di un mercante di Bridgwater nel Somerset, dove frequentò la scuola. Dopo aver frequentato anche il Wadham College presso l'Università di Oxford, egli sperava in una carriera accademica ma non riuscì ad ottenere un incarico presso il Merton College, forse a causa delle sue convinzioni politiche e religiose. Tornato a Bridgwater nel 1638 per la morte della madre, decise di presentarsi alle elezioni per il Parlamento inglese.

## In politica
Nel 1640 Blake fu eletto membro del Parlamento per Bridgwater, il cosiddetto Parlamento breve (durò solo tre mesi, dal 13 aprile 1640 al 5 maggio dello stesso anno). Allo scoppio della guerra civile inglese, durante il periodo del cosiddetto Parlamento lungo Blake, che non era riuscito a farsi rieleggere, iniziò la sua carriera militare dalla parte dei parlamentaristi pur non avendo alcuna esperienza in materia militare, terrestre o navale che fosse.
Più tardi tornerà al servizio parlamentare nel cosiddetto Parlamento di Barebone, quando dovette rientrare in patria per alcuni mesi per curare le ferite riportate nella battaglia di Portland (28 febbraio – 2 marzo 1653) nel quadro della prima guerra anglo-olandese.

## Battaglie terrestri
Le sue migliori prestazioni nell'esercito di terra Blake le fornì nell'assedio di Bristol (luglio 1643), in quello di Lyme (aprile 1644), in quello di Taunton (1645) ed in quello di Dunster (novembre 1645)

## In mare
Blake fu nominato Generale di mare (grado equivalente a quello di ammiraglio) nel 1649 ed è spesso ricordato come il "Padre della marina britannica". Fu responsabile della costruzione della più grossa marina che il paese avesse mai avuto, da dieci navi da guerra a più di cento, e fu il primo a tenere la flotta in mare nell'inverno.
Egli sviluppò nuove tecniche per i blocchi navali e gli sbarchi: le sue Fighting Instructions (Istruzioni di combattimento) e le Sailing instructions (Istruzioni di navigazione), scritte durante la sua convalescenza del 1653, furono i fondamenti della tattica navale inglese. Egli fu anche il primo ad ottenere successi attaccando a dispetto del fuoco proveniente dalle batterie dei forti litoranei.

### La Guerra civile inglese
L'11 gennaio 1649 il principe Rupert (1619 – 1682) condusse 8 navi ad equipaggio ridotto a Kinsale in Irlanda per impedire che i parlamentaristi strappassero l'Irlanda ai realisti. Blake bloccò la flotta del principe Rupert a Kinsale dal 22 maggio, consentendo così a Cromwell di sbarcare a Dublino il 15 agosto. Tuttavia la flotta di Blake fu dispersa da una tempesta in ottobre e Rupert poté fuggire a Lisbona, ove aveva incrementato la sua flotta di 13 navi. Blake salpò con 12 navi nel febbraio 1650 e gettò l'ancora al largo di Lisbona per convincere i portoghesi ad espellere dal paese il principe Rupert. Dopo due mesi il re Giovanni IV decise in tal senso. Nel frattempo Blake era stato raggiunto da altre 4 navi al comando di Edward Popham, che giunse portando a Blake l'autorizzazione a condurre la guerra contro il Portogallo.
Rupert mancò due volte la violazione del blocco navale di Blake, che fu finalmente tolto allorché Blake fece rotta verso Cadice con le 7 navi che aveva catturato alla flotta portoghese in una battaglia di tre ore nel corso della quale il viceammiraglio portoghese era deceduto.
Il 3 novembre Blake impegnò nuovamente in battaglia Rupert, ora con 6 navi, presso Malaga, catturandogli una nave. Due giorni dopo le rimanenti navi di Rupert si arenarono sulla riva nel tentativo di fuggire da Cartagena. Questo consentì al governo parlamentare inglese di usufruire della supremazia navale e di ottenere il riconoscimento ufficiale di molti stati europei. Nel giugno del 1651 Blake prese le Isole Scilly, ultimo avamposto della marina realista. Ricevuti i ringraziamenti ufficiali del parlamento per questa ulteriore impresa, Blake fu nominato membro del Consiglio di Stato.
Grazie al suo predominio sul mare, la flotta poté fornire gli approvvigionamenti necessari all'esercito di Cromwell allorché quest'ultimo marciò verso la Scozia. Anche i trasporti delle forniture dalle varie colonie americane poterono essere resi sicuri per la fine del 1652.

### La prima Guerra Anglo-olandese
Blake prese quindi parte alla Prima guerra anglo-olandese. La guerra iniziò di fatto con alcune schermaglie fra la flotta olandese, agli ordini di Maarten Tromp, e le navi di Blake, al largo di Folkestone il 29 maggio 1652 (battaglia di Goodwin Sands) ma l'inizio ufficiale si ebbe nel mese di giugno con una campagna inglese, condotta da Blake con 60 navi, contro i commerci olandesi nelle Indie Orientali e nel Baltico.
Il 5 ottobre del 1652 il viceammiraglio olandese Witte Corneliszoon de With, sottostimando la forza navale inglese, cercò di attaccare Blake ma, a causa del tempo, fu Blake ad attaccare lui l'8 ottobre nella battaglia di Kentish Knock, nella quale la flotta del de With soccombette e dovette ritirarsi in Olanda.
Al governo inglese parve che l'incidente fosse chiuso ed inviò la flotta nel Mediterraneo. Blake aveva solo 42 navi da guerra a sua disposizione quando fu attaccato il 9 dicembre del 1652 dalla flotta di Tromp, forte di 88 navi da battaglia, e fu sconfitto nella battaglia di Dungeness, perdendo così il controllo del canale della Manica a favore degli olandesi. Nel frattempo le navi inviate altrove furono sconfitte nella battaglia di Leghorn.
Dopo un'ulteriore riorganizzazione della marina militare, Blake salpò con circa 75 navi da battaglia per eliminare la supremazia olandese nel canale della Manica, impegnando Tromp, forte di una flotta di dimensioni analoghe, nella battaglia di Portland che durò dal 28 febbraio al 2 marzo 1653, quando Tromp fuggì con la sua flotta approfittando del buio della notte, ma Blake rimase ferito e dovette rientrare in patria per curarsi.
Nella battaglia di Gabbard del 12 e 13 giugno dello stesso anno, le flotte degli ammiragli Richard Deane e George Monck, cui si aggiunse quella di Blake, sconfissero definitivamente la flotta olandese affondandone o catturandone 17 navi senza perderne alcuna. Portato così anche il mare del Nord sotto controllo inglese, la flotta olandese rimase bloccata in vari porti finché fu sconfitta ancora nella battaglia di Scheveningen, nella quale lo stesso ammiraglio Tromp rimase ucciso.
Ottenuta la pace con gli olandesi, Blake salpò nell'ottobre del 1654 con 24 navi da guerra verso il Mediterraneo, impedendo al duca di Guisa la riconquista di Napoli.

### Il Bey di Tunisi
Nell'aprile del 1655 Blake fu nuovamente inviato nel Mediterraneo per ottenere i risarcimenti dagli stati barbareschi che praticavano la pirateria in quel mare ed avevano attaccato numerose navi inglesi. L'unico nel rifiutare i risarcimenti fu il Bey di Tunisi, Muhammad Pacha Bey (1631 – 1666). Blake attaccò dal mare le batterie costiere del Bey distruggendone 2 e 9 navi algerine nel porto di Farina.

### La Guerra anglo-spagnola
Nel febbraio del 1656 la rivalità commerciale con la Spagna si tramutò presto in guerra. Nel corso della guerra anglo-spagnola dal 1655 al 1660, Blake bloccò il porto spagnolo di Cadice ed uno dei suoi comandanti, Richard Stayner, distrusse gran parte della Flota de Tierra Firme spagnola nella battaglia di Cadice. Blake mantenne il blocco per tutto l'inverno, fatto inusuale a quei tempi.
Nel 1657 Blake vinse ancora contro la flotta spagnola delle Indie Occidentali grazie alla conquista dell'Isola di Giamaica da parte dell'ammiraglio William Penn. Il 20 aprile Blake distrusse la flotta mercantile spagnola composta di 20 navi che trasportavano in patria argento ed altri metalli preziosi dalle Americhe, nella baia di Santa Cruz, presso Tenerife (isole Canarie) perdendo una sola nave, nonostante si trovasse sotto il fuoco delle batterie costiere spagnole ed il flusso e riflusso della marea.

## La fine
Dopo aver incrociato al largo di Cadice per un po', Blake fece rotta verso l'Inghilterra ma morì a causa di vecchie ferite quando la sua nave fu in vista di Portsmouth e fu sepolto con tutti gli onori, alla presenza di Oliver Cromwell e dei membri del Consiglio di Stato nell'Abbazia di Westminster.
Dopo la restaurazione monarchica il suo corpo fu riesumato e gettato in una fossa comune per ordine del re Carlo II.

## Parentela
Il fratello Benjamin Blake (1614 – 1689) combatté agli ordini di Robert e quindi emigrò nel 1682 nella Provincia di Carolina e suo figlio Giuseppe divenne governatore della Carolina del Sud nel 1694 e dal 1696 al 1700.
Il fratello Samuele combatté sotto Popham prima di venire ucciso in duello nel 1645.

## Rimembranze
Una serie di navi della Royal Navy inglese portarono il nome HMS Blake in suo onore e la campana dell'ultima di queste è visibile nella chiesa di Saint Mary's a Bridgwater.
La casa ove si ritiene egli sia nato è stata trasformata in un museo a lui dedicato.